# 小行星1980
小行星1980（1980 Tezcatlipoca）是一颗围绕太阳公转的小行星。1950年6月19日，艾伯特·喬治·威爾遜、奧克·瓦倫奎斯特在帕洛马山发现了此天体。
該小行星以阿茲特克神話的神祇特斯卡特利波卡命名。
这颗小行星的绝对星等为115.4187961447063等。